# Ganztagsschule
Eine Ganztagsschule (auch Ganztagesschule oder Tagesschule) ist eine Schule mit dem Ziel, Schüler während eines großen Teils des Tages unterzubringen. Im Grundschulbereich stellt sie eine Alternative zum Schulhort dar. Die Ganztagsschule ist einerseits von der Regelschule mit Vormittagsbetrieb ohne Schulspeisung, Hausaufgabenhilfe und ohne pädagogische Betreuung abzugrenzen und andererseits von Internaten, in denen die Schüler auch übernachten.
Die Freizeit und die Unterrichtszeit sind in der Ganztagsschule verbunden. Die Schüler müssen für jeden Tag der Woche zum Ganztagsbetrieb angemeldet werden, und wenn sie angemeldet sind, ist ihre Anwesenheit verpflichtend. Die Ganztagsschule endet meist zwischen 15 und 17 Uhr, manchmal wird darüber hinaus eine Spätbetreuung angeboten.
Ganztagsschulen stellen eine Schulform dar, die im Zuge der Gleichstellungspolitik und der Diskussion um Chancengleichheit in ihrer Verbreitung zunahm. Seit langem etabliert sind sie unter anderem in den Schulsystemen Spaniens, Frankreichs und Skandinaviens.

## Skala der Konzepte
In deutschsprachigen Ländern unterscheidet man zwischen der gebundenen Ganztagsschule mit verpflichtender Teilnahme am Ganztagsangebot und der offenen Ganztagsschule (in Österreich kurz Offene Schule), bei deren oft aus Arbeitsgemeinschaften bestehendem Nachmittagsangebot keine Teilnahmepflicht besteht. Die gebundene Ganztagsschule wird ferner unterschieden in voll gebundene Ganztagsschule mit einer Verbindlichkeit bezüglich der Teilnahme am Ganztagsangebot für alle Schüler und die teilweise gebundene Ganztagsschule, bei der ein verpflichtendes Ganztagsangebot nur für einen Teil der Schüler besteht, im Allgemeinen für einzelne Klassenzüge.
Ganztagsschulen können in öffentlicher oder privater Trägerschaft stehen.

## Kontroverse

### Pro
Als ein Vorteil der Ganztagsschulen gegenüber den Normalschulen wird die Möglichkeit zur Förderung der Zusammenarbeit zwischen Schülern und Lehrern genannt, da es am Nachmittag meist lockerer zugeht als während des morgendlichen Unterrichts; es solle größerer Wert auf offene Lernformen gelegt werden. Die Klassengemeinschaften verbringen längere Zeit zusammen als in anderen Schulen, was das Sozialleben positiv beeinflussen solle. Das intensive Zusammenleben der Schüler unterschiedlicher sozialer/kultureller Herkunft fördere das gegenseitige Verständnis. Des Weiteren kann unter Umständen der Stundenplan (Abfolge der Fächer, Pausen etc.) den Bedürfnissen der Schüler besser angepasst werden.
Damit die individuelle Entwicklung einer Persönlichkeit in einer Ganztagsschule nicht zu kurz kommt, werden in den Nachmittagsstunden z. B. mehr künstlerische oder sportliche Fächer untergebracht als in einer Normalschule. Die so genannten Freizeitstunden lassen sich der Idee nach mit den Unterrichtsstunden verschränken. Oftmals werden die Angebote durch externe außerschulische Kooperationspartner durchgeführt. Dadurch findet eine professionelle Kooperation unterschiedlicher Berufskulturen an Ganztagsschulen statt, und Schüler erhalten so die Möglichkeit, Zusatzangebote/Ganztagsangebote kennenzulernen und zu nutzen, zu denen sonst der Zugang erschwert wäre.
Vor dem Hintergrund der aktuellen arbeitsmarktpolitischen und demographischen Entwicklung hält man es für sinnvoll, mittels Ganztagsschulen Möglichkeiten zu schaffen, dass beide Elternteile in höherem Umfang am Erwerbsleben teilnehmen können, da die Kinder einen großen Teil des Tages betreut sind. Anders als beim ähnlichen Konzept vormittags Schule, nachmittags Hort ist der Nachmittag meist fest in den schulischen Ablauf – mit klarem und unmissverständlichem Bildungsauftrag – integriert und nicht nur eine erzieherische Betreuung.
Befürworter der Ganztagsschule argumentieren des Weiteren mit der PISA-Studie, in der einige Länder mit Ganztagsschultradition besser als Deutschland oder Österreich abgeschnitten haben. Allerdings gibt es auch Gegenbeispiele: Norwegen hat schlechtere, Frankreich ähnliche und Schweden nur bei den ersten Erhebungen geringfügig bessere Ergebnisse als Deutschland erzielt. Es gibt auch zahlreiche Staaten mit Ganztagsschulsystem, die bei PISA schlechter abschneiden als Deutschland. Zudem haben die Unterschiede zwischen verschiedenen Staaten so viele verschiedene Gründe, dass PISA hier ebenso wenig wie in anderen schulpolitisch umstrittenen Fragen zwingende Schlussfolgerungen zulässt (vgl. Kritik an den PISA-Studien).
Von Ganztagsschulen erhofft man sich außerdem eine Angleichung von Bildungschancen. Da sozial benachteiligte Schüler außerhalb der Schule nur wenig Anregung erfahren, sollen diese Schüler in besonderem Maße von einer Verlängerung der Schulzeit profitieren. Allerdings zeigen Studienergebnisse, dass Ganztagsschulen nicht automatisch zu einer Verringerung von Leistungsunterschieden führen. Entscheidend ist demnach die pädagogische Ausgestaltung der Ganztagsangebote. In einer Studie wurde festgestellt, dass Leistungsunterschiede nach der sozialen Herkunft abgeschwächt werden, wenn im Rahmen des Ganztagsangebots regelmäßig Förderunterricht angeboten wird.

### Contra
Zentrale Folgewirkung einer ganztägigen Betreuung ist, dass der erzieherische und bildende Einfluss der Eltern auf ihr Kind zu Gunsten des Einflusses der Schule abnimmt. Zudem gehe den Kindern die zur Entwicklung der eigenen Persönlichkeit notwendige Freizeit verloren. Angebote außerschulischer Bildungsträger können nur unter erschwerten Bedingungen wahrgenommen werden. Vereine, Kirchen, Musikschulen usw. beklagen, dass Kinder und Jugendliche weniger verfügbare Zeit haben, um sich intensiv außerschulischen Aktivitäten widmen zu können. Daraus resultiere schlussendlich eine Verarmung und Uniformierung der Bildungslandschaft.
Dass einzelne Länder mit Ganztagsschulsystem, zum Beispiel Kanada, bei PISA besser abgeschnitten haben, wird von den Kritikern auf andere Umstände zurückgeführt. Vielfach seien die Rahmenbedingungen wie beispielsweise die Schüler-Lehrer-Relation oder die Ausstattung der Schulen anders und erheblich besser. Kleine Klassen mit sehr guter Ausstattungen an Lehr- und Lernmitteln seien ursächlich für die besseren schulischen Leistungen. Zudem sei dort das pädagogische und therapeutische Angebot für Problemschüler besser. Problemfälle würden aus dem Klassenverbund herausgenommen und speziell gefördert. All dies sei in Deutschland nicht oder kaum möglich.
Die Ergebnisse von PISA hätten zudem zu politischen Schnellschüssen im Hinblick auf Ganztagsbetreuungen geführt, die eine wohldurchdachte Konzeptionierung vermissen lassen. Auch Forscher, die die beschreibenden Aussagen von PISA über Leistungsoutput für plausibel halten, ziehen die oftmals getroffenen Schlüsse hinsichtlich der Ursachen geringer Leistung erheblich in Zweifel.
Inzwischen zeigen verschiedene Studien, dass der Ausbau der Ganztagsschulen nicht zu einer Leistungssteigerung geführt hat. „In einem Systemvergleich der Leistungen von Grundschulkindern an Schulen mit und ohne Ganztagsangebot finden sich für die Lesekompetenz von Grundschülerinnen und -schülern auf Bundesebene keine Hinweise auf einen Fördereffekt zugunsten der Ganztagsschule.“ Ähnliches gelte für die Frage der Chancengerechtigkeit, die durch Ganztagsschulen verbessert werden sollte: Vor dem Hintergrund des Ziels der Entkopplung von Bildungserfolg und sozialer Herkunft ist es wünschenswert, dass Ganztagsschulen mit ihren Angeboten diejenigen Schülerinnen
und Schüler erreichen, die unter benachteiligenden oder belastenden Bedingungen aufwachsen. Forschungsbefunde, die den Ausbaustand an Schulen zur Mitte des letzten Jahrzehnts reflektieren, zeigen deutlich, dass die Erreichung dieses Ziels den Ganztagsgrundschulen bis dato nur zum Teil gelang.
Die Offene Ganztagsschule bringt weitere Kritikpunkte mit sich. Zum einen ist so die Gemeinschaft der Schüler untereinander nicht mehr gewährleistet, da die Nichtganztagsschüler bereits mittags nach Hause gehen, während die Ganztagsschüler in der Schule bleiben, was aber nicht in ihrer vertrauten Klassengemeinschaft geschieht. Außerdem wird die Ganztagsschule in offener Form oftmals nur als „Aufbewahrungsstätte“ für Schüler gesehen, quasi als Hort in der Schule und nicht als Feld pädagogischer Erfahrungsmöglichkeiten für Schüler.

## Deutschland
Das Ganztagsschulprogramm des Bundes, das Investitionsprogramm Zukunft Bildung und Betreuung (IZBB) der Regierung Gerhard Schröders, galt als erfolgreich, allerdings übte der Bundesrechnungshof massiv Kritik aufgrund angeblichen Missbrauchs der vom Bund zur Verfügung gestellten Mittel. 2002 hatte Schröder vor der Wahl versprochen, vier Milliarden Euro in den Aufbau von rund 10.000 Ganztagsschulen zu investieren. Unterstützung durch die Bundesländer war zögerlich. Später kritisierte Schröder in seiner Regierungserklärung vom 17. März 2005 den Umgang mit dem Geld im Vermittlungsausschuss; Kritiker stellen heraus, das Geld sei genutzt worden, um das hergebrachte System zu stärken, nicht aber zum Nutzen von Kindern und Jugendlichen. Schließlich verunmöglichte die Föderalismusreform der Bundesregierung, ein erneutes Ganztagsschulprogramm vorzulegen.
Die Anzahl der Befürworter von Ganztagsschulen steigt in Deutschland. Es gibt etwa 16488 Ganztagsschulen [Stand:2014], vor allem in Nordrhein-Westfalen, Bayern, Baden-Württemberg, Niedersachsen, Schleswig-Holstein und Rheinland-Pfalz. Der Anteil der Schüler bundesweit, die in einer Ganztagsschule sind, nahm von 9,8 % im Schuljahr 2002/2003 auf 39,3 % im Schuljahr 2015/2016 zu.
Die Verbreitung dieser Ganztagsschulen schritt ab dem IZBB-Förderprogramm des Bundes explosionsartig voran, was auf die Ergebnisse für Deutschland der letzten PISA-Studien zurückzuführen sein dürfte. Im April 2011 legte die SPD einen Stufenplan zum Ausbau der Kinderbetreuung vor. Er sah für die erste Stufe 2012–2015 4 Milliarden Euro Kosten vor, für die zweite Stufe bis 2020 waren weitere 23 Milliarden Euro veranschlagt.
Auch die Zahl der Ganztagskindergärten hat zugenommen.
Die deutsche Kultusministerkonferenz (KMK) hat im Oktober 2003 den Begriff „Ganztagsschule“ neu definiert. Danach handelt es sich um Schulen im Primar- oder Sekundarbereich I, die über den vormittäglichen Unterricht hinaus an mindestens drei Tagen in der Woche ein ganztägiges Angebot haben, das täglich mindestens sieben Zeitstunden umfasst. Alle Formen der Ganztagsschule (Ganztagsschule in voll gebundener, teilweise gebundener, halboffener oder offener Form) haben gemeinsam, dass an allen Tagen des Ganztagsbetriebs ein Mittagessen bereitgestellt wird und dass die Organisation aller Angebote durch die Schule oder in enger Kooperation mit der Schule erfolgt. In Deutschland besteht kein Rechtsanspruch auf einen Ganztagsschulplatz.
2013 forderten einzelne Politiker unterschiedlicher Parteien, insbesondere der SPD-Vorsitzende Sigmar Gabriel und der stellvertretende CDU-Vorsitzende Thomas Strobl, einen Rechtsanspruch auf einen Platz in einer Ganztagsschule.
Ein flächendeckender Ausbau der gebundenen Ganztagsschule, in der die Teilnahme am ganztägigen Unterricht für alle Schüler verbindlich ist und die nur von 13 % aller Schüler (Stand: 2012) besucht wird, würde die Länder laut einer Studie der Bertelsmann Stiftung bundesweit 9,4 Milliarden Euro kosten.
Der Koalitionsvertrag von Union und SPD sieht vor, Eltern ab dem Jahr 2025 einen Rechtsanspruch auf Ganztagsbetreuung an Grundschulen zu gewähren. Hierfür fehlen jedoch (Stand: 2019) noch über eine Million Plätze.
Laut einer im Auftrag der Bertelsmann Stiftung angefertigten Studie zahlen sich die Investitionen für einen Ausbau der Ganztagsbetreuung langfristig aus. Sofern an den Ganztagsschulen qualifiziertes Personal eingesetzt wird und es pädagogisch wirksame Angebote gibt, könnten benachteiligte Kinder durch die Lernförderung höhere Abschlüsse erreichen und dadurch langfristig ihre Einkommenschancen verbessern. Zudem kämen durch die verbesserte Vereinbarkeit von Beruf und Familie mehr Eltern in Vollzeitarbeit. Insgesamt käme es so zu höheren Staatseinnahmen und geringeren Ausgaben für die Sozialhilfe.

### Nordrhein-Westfalen
In Nordrhein-Westfalen setzt die Landesregierung auf die Offene Ganztagsschule im Primarbereich. Bis 2007 sollen in jeder Kommune Ganztagsangebote für landesweit jedes vierte Grundschulkind entstehen. Diese fördert das Land gegenüber den Kommunen (den Schulverwaltungsämtern). Die Angebote sollen in Zusammenarbeit mit außerschulischen Trägern u. a. der Jugendhilfe, der Freien Wohlfahrtspflege, des Sports und der Jugendkulturpädagogik gestaltet werden. Die Trägerschaft der Offenen Ganztagsschule liegt allerdings bei einem freien Träger, nicht bei der Schule. Mit diesem Angebot „unter dem Dach der Schule“ wird die Schule als „Haus des Lebens“ angestrebt, in der langfristig Unterricht und außerunterrichtliche Angebote rhythmisiert durchgeführt werden – also nicht vormittags Unterricht und nachmittags Hausaufgabenbetreuung und Freizeitangebote.
Bis ins Jahr 2005 waren im Bereich der Sekundarstufe fast alle nordrhein-westfälischen Ganztagsschulen Gesamtschulen. Mit der Einführung des Abiturs nach 12 Jahren (bisher 13 Jahre) scheint hier eine neue Entwicklung einzusetzen. Da Gymnasien den gleichen Stoff in kürzerer Zeit vermitteln sollen, erhöht sich die Wochenstundenzahl für den einzelnen Schüler. Da man sich an den meisten Schulen dagegen aussprach, Kinder und Jugendliche täglich 7-stündig zu unterrichten, wurde vielerorts ein Ganztagsbetrieb eingeführt. Gesamtschulbefürworter befürchten nun einen weiteren Niveauverlust, da zu erwarten ist, dass die Ganztagsbetreuung bald kein Grund mehr für die Wahl eines Gesamtschulbesuchs begabter Schüler sein wird. Gerade bei Alleinerziehenden und Doppelverdienern war die Nachmittagsbetreuung ein Wahlmotiv.

### Rheinland-Pfalz
Rheinland-Pfalz hat als erstes Bundesland bereits im Jahr 2001 ein Ganztagsschulausbauprogramm gestartet, in dem auf der Basis eines pädagogischen Rahmenkonzepts 100 Prozent der zusätzlichen Personalkosten vom Land übernommen werden. Zusätzlich fördert das Land Bauinvestitionen und Ausstattung. Konzept des Ausbauprogramms ist es – orientiert an der Nachfrage der Eltern – Schritt für Schritt ein flächendeckendes „pädagogisch hochwertiges“ Angebot an Ganztagsschulen zu schaffen. Bei den neu geschaffenen Ganztagsschulen handelt es sich um „Ganztagsschulen in Angebotsform“, d. h. Eltern, die ein Ganztagsschulangebot wünschen, melden ihre Kinder für ein Schuljahr verpflichtend für vier Tage in der Woche von 8 bis 16 Uhr an. Die Teilnahme am Ganztagsschulangebot ist kostenlos. In der Terminologie der KMK gelten die Ganztagsschulen in der Angebotsform als „teilgebundene“ Ganztagsschulen.
Durch den verbindlich festgelegten erweiterten Zeitrahmen können je nach Bedürfnissen und Interessen individuell abgestimmte Förderkonzepte Berücksichtigung finden. Für jede Ganztagsschule steht der Förderaspekt im Vordergrund aller pädagogischen Angebote, z. B. die Sprachförderung für Kinder aus Migrantenfamilien, die Leseförderung, Ausgleichsmaßnahmen bei ungünstiger Bildungsbiographie, die Förderung der Berufsfähigkeit oder auch geschlechtsspezifische Förderangebote. Besonderes Augenmerk richtet jede Ganztagsschule auf die Zusammensetzung der Lerngruppen und die Chancengleichheit.
Im Schuljahr 2010/11 gibt es in Rheinland-Pfalz neben 72 verpflichtenden und 305 offenen Ganztagsschulen (davon 263 betreuende Grundschulen) 537 Ganztagsschulen in Angebotsform. Mit dem Ziel, ein bedarfsgerechtes und regional ausgewogenes Netz von Ganztagsschulen zu schaffen, werden ab dem Schuljahr 2011/12 weitere Schulen ein Ganztagsschulangebot zur Verfügung stellen. Seit dem Start des Ganztagsschulprogramms in Rheinland-Pfalz sind für den Betrieb der Ganztagsschule FSJler immer wichtiger geworden. Im Schuljahr 2012/13 unterstützten etwa 1100 FSJler den Ganztagsschulbetrieb in Rheinland-Pfalz.

### Bayern
Seit 2002 hat sich die Schullandschaft in Bayern im Bereich der Ganztagsschulen sehr verändert; ihre Zahl hat stark zugenommen:
- 393 offene und gebundene Ganztagsschulen im Schuljahr 2002/03
- 1.187 offene und 761 gebundene Ganztagsschulen im Schuljahr 2010/11

Die Teilnahme an schulischen Ganztagsangeboten soll Schüler nachhaltig in ihrer Entwicklung von kognitiven, sozialen und motivationalen Kompetenzen fördern.
Im Bereich der Ganztagsschulen unterscheidet man in Bayern zwei Organisationsformen: Zum einen die Organisationsform der offenen Ganztagsschule, die ein freiwilliges schulisches Angebot darstellt, an dem Schüler im Anschluss an den Vormittagsunterricht zeitlich flexibel teilnehmen können und welches in klassen- und jahrgangsstufenübergreifenden Gruppen organisiert werden kann und zum anderen die Organisationsform der gebundenen Ganztagsschule, die ebenfalls ein freiwilliges schulisches Angebot darstellt, in dem die Schüler in Ganztagsklassen ein rhythmisiertes Unterrichtsangebot besuchen.
Die Einrichtung gebundener Ganztagszüge war im Rahmen der sogenannten Hauptschulinitiative zur Weiterentwicklung dieses Bildungsangebotes zunächst auf Hauptschulen, insbesondere an sozialen Brennpunkten, beschränkt. Entsprechend der Zielsetzung, mehr Ganztagsangebote in allen Schularten zu schaffen, hat die Bayerische Staatsregierung am 3. Februar 2009 ein Gesamtkonzept für einen flächendeckenden und bedarfsorientierten Ausbau der Ganztagsschulen in allen Schularten bis 2013 beschlossen. Mit Umsetzung dieses Konzeptes wird die gebundene Ganztagsschule zu einem regelmäßigen, zusätzlichen und schulischen Angebot für einen erheblichen Teil aller bayerischen Schulen.
Die offene Ganztagsschule, deren Angebote bisher in der Trägerschaft von Kommunen oder freien Trägern stattfanden, wurde an staatlichen Schulen zum Schuljahr 2009/10 als schulische Veranstaltung in die Trägerschaft des Freistaates übernommen.
Im 'Bayerischen Gesetz über das Erziehungs- und Unterrichtswesen' wurde die Ganztagsschule als schulisches Angebot aufgenommen, das in gebundener oder offener Form auf Antrag des jeweiligen Schulaufwandsträgers eingerichtet werden kann.
Gebundene Ganztagsschulen in Bayern sind gemäß KMK-Definition teilgebundene Ganztagsschulen in Form von Ganztagszügen. Da die Teilnahme an einem gebundenen Ganztagsangebot freiwillig erfolgt, muss grundsätzlich jede gebundene Ganztagsschule in Bayern die Wahlfreiheit zwischen dem Besuch eines Halbtagsangebotes und dem Besuch eines gebundenen Ganztagsangebotes in jeder Jahrgangsstufe gewährleisten.
Unter gebundener Ganztagsschule wird verstanden, dass ein durchgehend strukturierter Aufenthalt in der Schule an mindestens 4 Wochentagen von täglich mehr als 7 Zeitstunden für Schüler bis mindestens 16 Uhr grundsätzlich verpflichtend ist, die vormittäglichen und nachmittäglichen Aktivitäten der Schüler in einem konzeptionellen Zusammenhang stehen und der Unterricht in einer Ganztagsklasse erteilt wird. Der Pflichtunterricht ist somit in rhythmisierter Form auf Vormittag und Nachmittag verteilt. Über den ganzen Tag hinweg wechseln Unterrichtsstunden mit Übungs- und Studierzeiten und sportlich, musisch und künstlerisch orientierten Fördermaßnahmen.
Gebundene Ganztagsschulen bieten differenzierte Fördermaßnahmen, den Unterricht ergänzende und individuelle Arbeits- und Übungsphasen, eine veränderte Lern- und Unterrichtskultur mit innovativen Unterrichtsformen (Projektarbeit, Wochenplanarbeit etc.), eine Mittagsverpflegung, einen pädagogisch gestalteten Neigungsbereich, die Öffnung von Schule unter Einbeziehung qualifizierter externer Partner und Angebote zur Förderung sozialer Kompetenzen.
In der gebundenen Ganztagsschule werden überwiegend Lehrkräfte eingesetzt. Dazu kommen auch externe Kräfte, etwa für die Betreuung der Mittagszeit sowie für weitere Förder- und Betreuungsmaßnahmen. Der gesamte Tagesablauf wird hierbei von der Schule konzipiert und organisiert. Im Schuljahr 2010/11 sind an insgesamt 761 Schulen in Bayern Ganztagsklassen eingerichtet. Dabei haben die Hauptschulen mit insgesamt 408 Standorten den größten Anteil. Des Weiteren folgen 239 Grundschulen, 93 Förderschulen, 7 Gymnasien und 14 Realschulen.
Gebundene Ganztagsschulen wurden bisher schwerpunktmäßig an Hauptschulen eingerichtet. Beginnend zum Schuljahr 2009/2010 wurden die Grund- und Förderschulen verstärkt in das Ausbauprogramm aufgenommen.
Im Schuljahr 2010/11 besuchen etwa 38.000 Schüler eine gebundene Ganztagsklasse. Ab dem Schuljahr 2011/12 ist auch ein flächendeckender Ausbau im Bereich der staatlichen Wirtschaftsschulen, Realschulen und Gymnasien vorgesehen.
Die offene Ganztagsschule ist ein freiwilliges schulisches Angebot der ganztägigen Förderung und Betreuung von Schülern der Jahrgangsstufen 5 bis 10. Eine offene Ganztagsschule kann an Hauptschulen, Förderschulen, Realschulen, Wirtschaftsschulen und Gymnasien eingerichtet werden. Für die Betreuung von Schülerinnen und Schülern der Jahrgangsstufen 1 bis 4 stehen neben den Kindertageseinrichtungen zusätzlich die Angebote der sogenannten Mittagsbetreuung und verlängerten Mittagsbetreuung zur Verfügung, die bereits an 71 % aller Grundschulen eine verlässliche Betreuung bis maximal 15.30 Uhr ermöglichen. Der Unterricht an offenen Ganztagsschulen findet wie gewohnt überwiegend am Vormittag im Klassenverband statt. Diejenigen Schüler, deren Eltern dies wünschen, besuchen dann nach dem planmäßigen Unterricht die jeweiligen Ganztagsangebote. Eine offene Ganztagsschule setzt voraus, dass an mindestens vier Wochentagen ein ganztägiges Angebot für die Schüler bereitgestellt wird, welches wöchentlich mindestens zwölf Stunden umfasst, dass an allen Tagen des Ganztagsschulbetriebes für die teilnehmenden Schülerinnen und Schülern ein Mittagessen bereitgestellt wird und dass die Bildungs- und Betreuungsangebote unter der Aufsicht und Verantwortung der Schulleitung organisiert und durchgeführt werden, und in einem konzeptionellen Zusammenhang mit dem Unterricht stehen. Die offene Ganztagsschule bietet somit einen verbindlichen Leistungskatalog, der mindestens das Angebot einer täglichen Mittagsverpflegung, einer verlässlichen Hausaufgabenbetreuung sowie verschiedenartiger Neigungsangebote umfassen muss. Nach Möglichkeit soll das Angebot durch zusätzliche Lernhilfen und Förderangebote ergänzt werden.
Die Teilnahme an den Angeboten ist freiwillig. Die Schüler bzw. deren Eltern entscheiden sich mit der Anmeldung für eine verbindliche Teilnahme für die Dauer eines Schuljahres. Die Mindestteilnahmeverpflichtung beträgt hierbei zwei Nachmittage pro Woche im Umfang von zusammen mindestens sechs Zeitstunden. Dieses Angebot ist für die Eltern, mit Ausnahme der Kosten für die Mittagsverpflegung, an staatlichen Schulen grundsätzlich kostenfrei. An manchen Schulen besteht darüber hinaus oftmals ein Bedarf für zusätzliche Betreuungsangebote, z. B. nach 16 Uhr oder am Freitagnachmittag. Solche Angebote können unter bestimmten Bedingungen eingerichtet werden. Hierfür kann unter Umständen ein Elternbeitrag anfallen. Mit Genehmigung der offenen Ganztagsschule seitens des Freistaats Bayern stellt dieser für jede gebildete Gruppe ein Budget für den Personalaufwand zur Verfügung. Die Gruppengrößen betragen bei den weiterführenden Schularten durchschnittlich 20 bei Förderschulen ca. 15 Schüler.
Im Schuljahr 2010/11 nehmen etwa 72.000 Schülern an den Angeboten der offenen Ganztagsbetreuung teil.

### Pädagogische Angebote für die Ganztagsschule
Die Deutsche Verkehrswacht (DVW) und die Unfallforschung der Versicherer (UDV) haben ein umfangreiches Angebot für Ganztagsschulen entwickelt und stellen eine Auswahl von Bausteinen für alle Schularten und -stufen im Internet zur Verfügung. Mit dieser Initiative wenden sich Verkehrswacht und die UDV an alle, die Projekte und Maßnahmen der Verkehrserziehung und Mobilitätsbildung an Ganztagsschulen initiieren oder unterstützen möchten: Verkehrswacht-Mitarbeiter, Lehrkräfte und Schulleiter, interessierte Eltern sowie alle, die in lokalen Netzwerken zur Umsetzung von Projekten beitragen. Die zusätzliche Zeit, die Schüler in der Schule verbringen, bietet Raum für Themen der Verkehrserziehung und der Mobilitätsbildung – besonders im Sekundarbereich. Der Ganztag bietet Raum für ein breites Mobilitätsverständnis – weit über den Sicherheitsaspekt hinaus. Rad fahren, Inline-Skaten und verwandte Themen kommen dem Bedürfnis der Schüler nach Freizeitangeboten und AGs entgegen.
Das Angebot von UDV und DVW umfasst zahlreiche Sachinformationen und praktische Hinweise für Kursleiter und Unterstützer. Zu den einzelnen Bausteinen kann man Projektbeschreibungen im Internet abrufen.

## Österreich
In Österreich gibt es eine intensive politische Debatte darüber, ob die generelle Einführung von Ganztagsschulen sinnvoll ist. Eine Alternative zur Verbesserung des Schulsystems könnte die Erweiterung des Angebotes an Ganztagsschulen sein.
Die erste Ganztagsschule in Wien war die Ganztagsvolksschule Köhlergasse, die 1990 fertiggestellt wurde.
Alfred Gusenbauer hatte sich in seinem letzten Nationalratswahlkampf (2006, SPÖ stimmenstärkste Partei nach Endauszählung) für eine Ganztagsschule eingesetzt. Allerdings hängt dies nicht nur von der SPÖ ab, sondern auch von dem Koalitionspartner ÖVP. Falls die Einführung einer Ganztagsschule tatsächlich kommen sollte, soll dies schrittweise geschehen, um die Schulen mit den technischen Mitteln (wie Aufenthaltsräumen, Küchen etc.) auszustatten.
2001 startete ein Ganztagsschul-Programm. Zum Ziel setzte man sich bis 2006 den Aufbau 300 neuer Ganztagsschulen und erreichte eine Anzahl von 360 (Stand März 2007: 399 neue Ganztagsschulen). Das nächste Ziel bis 2011 war der Aufbau 200 weiterer Ganztagsschulen. Ab den 2010er-Jahren ging unter Faymann die Tendenz wieder mehr dazu, im Rahmen der Schulautonomie die verschiedenen Formen (Ganztags-, Offene Schule, Campusbetreuung) auszubauen, und parallel das außerschulische Betreuungsangebot ebenfalls zu fördern.
Generell ist zwischen sg. offenen Ganztagsschulen und solchen mit verschränkter Form zu unterscheiden: Nur in letzteren wechselten sich Unterricht, Lern- und Freizeit über den Tag ab. Diesbezüglich gebe es österreichweit im Schuljahr 2023/24 lediglich 224 Angebote, davon 103 in Wien. Die zum Ausbau dieser Schulform notwendigen Freizeitpädagogen sähen eine anvisierte Änderung ihres Berufsbildes hin zu Assistenz- und Freizeitpädagogen kritisch.

## Schweiz
Das Schulhaus Feldblumen in Zürich-Altstetten ist die älteste öffentliche Tagesschule der Schweiz. Sie wurde 1980 eröffnet.
In der Schweiz verläuft die Diskussion im Kontext der gesellschaftlichen Veränderungen und der Gleichstellungspolitik. Sie steht im Zusammenhang mit der zunehmenden Inanspruchnahme familienexterner Tagesbetreuung im Vorschulbereich.
Im Juni 2005 erfolgte eine Interpellation im Nationalrat durch Silvia Schenker zur Förderung eines flächendeckenden Tagesschulangebots und andere familienunterstützende Tagesstrukturen. Die Antwort des Bundesrates vom September 2005 umfasste, leicht gekürzt, die folgenden Punkte:
- Der Bundesrat ist der Ansicht, dass die Schaffung von Tagesschulen und anderer familienunterstützender Tagesstrukturen die Vereinbarkeit von Familie und Arbeitswelt wesentlich verbessert. Er teilt zudem auch die Einschätzung, dass solche Strukturen die Chancengleichheit im Bildungswesen fördern können.
- Der Bund ist bereit, zusammen mit den Kantonen Daten zu erheben, die Antwortelemente für diese Problematik liefern können. Dies wird u. a. über weitere Pisa-Untersuchungen, aber auch über das periodisch von Kantonen und Bund gemeinsam durchzuführende schweizerische Bildungsmonitoring geschehen können.
- Der Bundesrat stellt fest, dass sich die Entwicklung hin zu familienfreundlichen Schulorganisationsformen in letzter Zeit etwas verstärkt hat. Vorerst steht die Einführung von Blockzeiten und anderen Maßnahmen und weniger die Einführung von eigentlichen Tagesschulen im Vordergrund.
- Die verfassungsmäßige Aufgabenteilung zwischen dem Bund und den Kantonen im Bildungswesen gibt dem Bund keine Möglichkeit, hier direkt regelnd oder fördernd aktiv zu werden. Gefordert sind also in erster Linie die Kantone.

In den Kantonen Aargau und Basel-Stadt gibt es konkrete politische Vorstöße. So reichte zum Beispiel der Verein für Tagesschulen in Basel im Dezember 2004 eine Initiative mit folgendem Wortlaut ein:
Der Kanton Basel-Stadt sorgt in jedem Schulkreis (Grossbasel-West, Grossbasel-Ost, Kleinbasel und Riehen) für mindestens ein Tagesschulangebot auf der Kindergarten- und der Primarstufe. Auf der Orientierungsstufe gibt es mindestens in einem Schulkreis ein Tagesschulangebot. Die Eltern beteiligen sich gemäß ihren finanziellen Möglichkeiten an den Betreuungs- und Verpflegungskosten.
Die Förderung der Tagesschulen verläuft in der Schweiz parallel zur seit etwa 2000 andauernden massiven Steigerung der Angebote im Bereich der Mittagstische. Auch ist eine gewisse Konvergenz der beiden Betreuungsformen feststellbar: Im Kanton Bern zum Beispiel werden Mittagstische schulnäher organisiert, so dass insgesamt ein Tagesschulkonzept entsteht, während in anderen Regionen Mittagstische zunehmend Aufgabenunterstützung und Nachmittagsbetreuung zum Teil bis 18 Uhr anbieten. Immer häufiger wird auch der Terminus Tagesstrukturen für die beiden Schülerbetreuungsformen verwendet, der darüber hinaus auch die Betreuungsform des Schülerhorts (ohne Mittagessen) miteinschließt.

## Frankreich
Ganztagsschulen haben in Frankreich eine lange Tradition. Während der Dritten Republik führte Bildungsminister Jules Ferry 1882 die obligatorische Grundschule als Ganztagsschule ein. Da sie das alleinige Modell ist, gibt es keinen französischen Begriff für „Ganztagsschule“. Der Ganztagsbetrieb beginnt bereits in der freiwilligen Vorschule (école maternelle), die ab September des Jahres, in dem das dritte Lebensjahr abgeschlossenen wird, bis zur gesetzlichen Schulpflicht mit sechs Jahren besucht werden kann. Diese ist gebührenfrei und wird von weit über 90 % der Dreijährigen besucht. Es schließen sich die Grundschule (école primaire), die Gesamtschule der Sekundarstufe (collège unique) und das Lycée beziehungsweise Berufsgymnasium an. Der Unterricht beginnt um 8.30 Uhr und endet um 16.30 Uhr, mit anschließenden Betreuungsmöglichkeiten in den Vor- und Grundschulen. Der Staat ist für eine lückenlose Betreuung der Schüler sowohl innerhalb als auch außerhalb des Schulgebäudes verantwortlich. Das nationale Unterrichtsministerium ist auch für das Kantinenessen zuständig, welches allen Kindern angeboten wird. Der zu zahlende Beitrag ist dabei nach dem Einkommen der Eltern gestaffelt. Für Kinder aus Großfamilien ist das Essen kostenlos.

## Italien
Während des Faschismus war in Italien die Halbtagsschule üblich, die mit dem vom Regime propagierten Familienmodell der Hausfrau und vielfachen Mutter korrespondierte. Diskussionen über die Ganztagsschule begannen in der zweiten Hälfte der 1940er Jahre, erreichten aber erst in der Periode der radikalen schulpolitischen Reformen ab den 1960er Jahren und bis in die 1980er Jahre ihren Höhepunkt, als wesentliche Elemente des faschistisch geprägten Schulsystems abgeschafft wurden. Wichtige Befürworter der Ganztagsschule waren Aldo Agazzi, der die katholische Pädagogik im Umfeld des Zweiten Vatikanischen Konzil vertrat, und die personalistischen Pädagogen Cesare Scurati und Franco Lombardi. Die seit Beginn der 1960er bis Anfang der 1990er Jahre umgesetzten Reformen führten zu einer teilweisen institutionellen Verankerung der Ganztagsschule, die in den unterschiedlichen Modellen als doposcuola („Nachschulbetreuung“), scuola di tempo pieno („Vollzeitschule“) oder scuola di tempo prolongato („verlängerte Unterrichtszeit“) bezeichnet und grundsätzlich als freiwillige Option angeboten wird. Die Stunden am Mittagstisch sind in die Nachmittagsangebote meist nicht inbegriffen. Eine Ausweitung der Ganztagsschule gehört in Italien nicht zu den bildungspolitischen Prioritäten, vielmehr wurde in der Regierungszeit Silvio Berlusconis im Gegenteil die Optionalität des Nachmittagsunterrichts stärker betont, um die Bedeutung der Familie als Erziehungsinstitution in den Vordergrund zu rücken.

## Spanien
Ganztagsschulen haben in Spanien die längste Tradition in Europa. Sie bestehen dort schon seit 1825 als Regelschulmodell. Vormittags- und Nachmittagsunterricht werden hier traditionell durch eine mehrstündige Siesta unterbrochen, die im Sommer die heißeste Tageszeit abdeckt.

## Vereinigtes Königreich
Mit Ausnahme Schottlands ist im Vereinigten Königreich der Vor- und Nachmittagsunterricht gesetzlich vorgeschrieben; in England ist ganztägiger Unterricht seit 1920 Pflicht. Die zeitliche und inhaltliche Gestaltung der Ganztagsbetreuung liegt in der Hand der Schulen, die weitreichende Gestaltungsfreiheit besitzen. Dadurch bedingt gibt es eine Fülle außerunterrichtlicher Schulaktivitäten.

### Deutschland
- Ganztagsschulverband Gemeinnützige Gesellschaft Tagesheimschule (GGT) e. V.
- Informationen des Bundesministeriums für Bildung und Forschung
- Informationen der Gewerkschaft Erziehung und Wissenschaft (GEW) zu Ganztagsschulen
- Informationen zur Qualitätsentwicklung von Ganztagsschulen
- Projekt der TU Berlin und der Uni Mainz: Lernkultur und Unterrichtsentwicklung an Ganztagsschulen
- Ganztagsschulportal des Landes Rheinland-Pfalz – Informationen des Ministeriums für Bildung, Wissenschaft, Jugend und Kultur.
- Kosten von Ganztagsschulen. Artikel aus Recht der Jugend und des Bildungswesens als PDF (180 kB)
- Studie zur Entwicklung von Ganztagsschulen (StEG)

### Österreich
- Ganztägige Schulformen oder schulische Tagesbetreuung.
- Personal an ganztägigen Schulformen

### Schweiz
- Verein Tagesschulen Schweiz

### USA
- Arbeitsgruppe der Amerikanischen Fachvereinigung der Erziehungswissenschaften (AERA)

### Weltweit
- Weltweites Forschungsnetzwerk Extended Education